# Капля в море
«Капля в море» — художественный фильм, снятый в 1973 году режиссёром Яковом Сегелем.

## Сюжет
Первый день в школе первоклассника Вити Синицына начался с того, что он сунул голову в чугунок и не смог её обратно вытащить. Потом он познакомился с девочкой и понял, что его судьба решена. Потом научился свистеть, причём прямо на уроке. Потом спасал свою бабушку, помогал устроить театр, узнал о нашей Земле.

## Места съёмок
Фильм снимался в городе Клайпеда, некоторые сцены снимались во дворе 17-й средней школы, сцены в классе снимались в бывшем институте проектирования, а также возле гостиницы «Ветрунге».

## В ролях
- Саша Масленников — Витя Синицын
- Оля Кисляр — Алла Киркевич
- Оля Байдукина — Оля
- Арина Алейникова — Юлия Николаевна, учительница младших классов
- Геннадий Ялович — пассажир автобуса со скрипкой
- Валентина Телегина — бабушка Валя
- Лилиана Алёшникова — Лиля Синицына, мама Вити
- Владимир Ферапонтов — Володя Синицын, папа Вити
- Зоя Фёдорова — Анна Григорьевна, директор школы
- Николай Горлов — пассажир в автобусе
- Владимир Кулик - папа Аллы
- Владимир Нахабцев мл. - Толя
- Леонид Елинсон - пассажир автобуса
- Марк Перцовский - пассажир автобуса
- Семён Сафонов - доктор наук

## Съёмочная группа
- Автор сценария: Яков Сегель
- Режиссёр: Яков Сегель
- Оператор: Владимир Архангельский
- Художник: Александр Дихтяр
- Композитор: Владимир Дашкевич
- Звукооператор: Владимир Приленский
- Текст песен: Яков Сегель[1]
- Директор картины: М. Ружанский